# Sulfuro de hierro(III)
Sulfuro de hierro(III) (también sulfuro férrico, de acuerdo con la nomenclatura clásica) es un compuesto químico de fórmula Fe2S3, poco estable a temperatura ambiente. Se presenta como un polvo gris oscuro o negro, de aspecto pulverulento. Su presencia en la naturaleza es mucho menos frecuente que el sulfuro de hierro(II) natural o pirita.

## Formación y reacciones
Se puede obtener por reacción entre hierro y azufre.
{\displaystyle {\ce {3S8 + 16Fe -> 8Fe2S3}}}
Pero es inestable al aire y se descompone lentamente a 20 °C originando un precipitado de azufre.
{\displaystyle {\ce {Fe2S3.3H2O + 3O2 -> Fe2O3.3H2O + 6S}}}
Una síntesis más utilizada lo produce a partir de óxido de hierro(III) hidratado y de sulfuro ácido de sodio previamente preparado.
{\displaystyle {\ce {Fe2O3.3H2O + NaHS + 3NaHCO3 -> Fe2S3.3H2O + 3Na2CO3 + 3H2O}}}
En condiciones neutras o ácidas, al perder el agua de hidratación se descompone en disulfuro de hierro(II), FeS2, y Fe8S9, un compuesto similar a la pirrotita. Estos compuestos a su vez se convierten en sulfato de hierro(II) y polisulfuros por lo que el óxido de hierro(III) hidratado no podía recuperarse.
Por combustión y por descomposición térmica origina igualmente óxidos de azufre.
Por reacción con ácido clorhídrico origina ácido sulfhídrico.

### Formación de nanopartículas enlazadas a proteínas
Cristales minerales de sulfuro de hierro(III) amorfo, conteniendo de 500 a 300 átomos de hierro en cada agregado o cluster, se han sintetizado in situ dentro de la cavidad nanodimensional de la ferritina de bazo de caballo.

### Proceso del óxido de hierro
Este proceso se introdujo en Inglaterra en el siglo XIX y se empleaba para purificar el gas de alumbrado. El ácido sulfhídrico se hace reaccionar con óxido de hierro(III) hidratado, con la formación de sulfuro de hierro(III) trihidratado.
Esta sustancia se expone al aire donde precipita el azufre y de nuevo se recupera el óxido de hierro(III) que podía reutilizarse durante un cierto número de ciclos de sulfurización/oxidación.
El azufre depositado podía quemarse a SO2 para obtener ácido sulfúrico, o bien extraído con disolvente y recristalizarlo en condiciones alcalinas.

## Sulfuros dobles
En la Naturaleza, el sulfuro de hierro(III) aparece en forma de sulfuros dobles.

### Sulfuro doble de hierro(III) y potasio
Un compuesto relacionado con el sulfuro de hierro(III) es el sulfuro doble de hierro(III) y potasio, de fórmula K2S·Fe2S3, con una masa molecular de 318,12 g/mol, que cristaliza en el sistema hexagonal y tiene una densidad de 2,66 g/cm³

### Otros sulfuros dobles
Otros sulfuros dobles son la calcopirita, Cu2S·Fe2S3, la bornita, 3 Cu2S·Fe2S3, y la smithita, GeS·Fe2S3.